# ヘアー (シャンプー)
ヘアー（Hair）はライオンから発売されていたヘアケア製品。1996年10月3日発売。

## 商品概要・歴史
髪と同じ成分を補給する、髪本来の美しさを大切に考えてきたシャンプー＆コンディショナー。
沿革
1996年10月3日 - 発売開始。
1998年 - 改良（組成、デザイン）。
2000年9月 - 発売終了。

## ラインナップ
アミノプロテインシャンプー
髪と地肌をやさしく洗い上げるポンプ商品。
アミノプロテインコンディショナー
枝毛、切れ下を防ぎ、健康でツヤのある髪に仕上げるポンプ商品。
アミノプロテイントリートメント
髪本来の質感を取り戻し、しなやかでなめらかな髪に仕上げる。
アミノプロテインリキッドトリートメント
洗髪後にひと吹き、髪本来の健康な質感とツヤを与えるスプレー商品。

## 宝塚歌劇団 香港ツアーキャンペーン
1998年1月、発売1周年を記念して実施されたキャンペーン。1997年10月1日 - 11月25日応募。3泊4日で、抽選でペア200名に当たる。

## キャッチフレーズ
- 「天使のヘアー」 - （1996年10月 - 1998年）
- 「サラしと」 - 外はサラサラ、中はしっとり（1998年 - 2000年9月）

## CM
歴代CM出演タレント
- T.a.p. （1996年9月27日 - 1998年）
- 中山エミリ （1998年 - 2000年）

CM内容
1996年9月27日 - 10月2日
商品が登場する前のCM。「LIONから」のところはロゴマークの上に「まもなく発売」と書かれていた。
1996年10月3日
黄金の天使が登場。T.a.p.の「Angel's COMING」が流れていた。
1997年7月
前作と同じ内容だったが、音楽はT.a.p.の「My Fair Angel」であった。
1998年
中山がヘアーに「サラしとになれるって本当ですか」とそっと話しかけていた。